# Дехкане

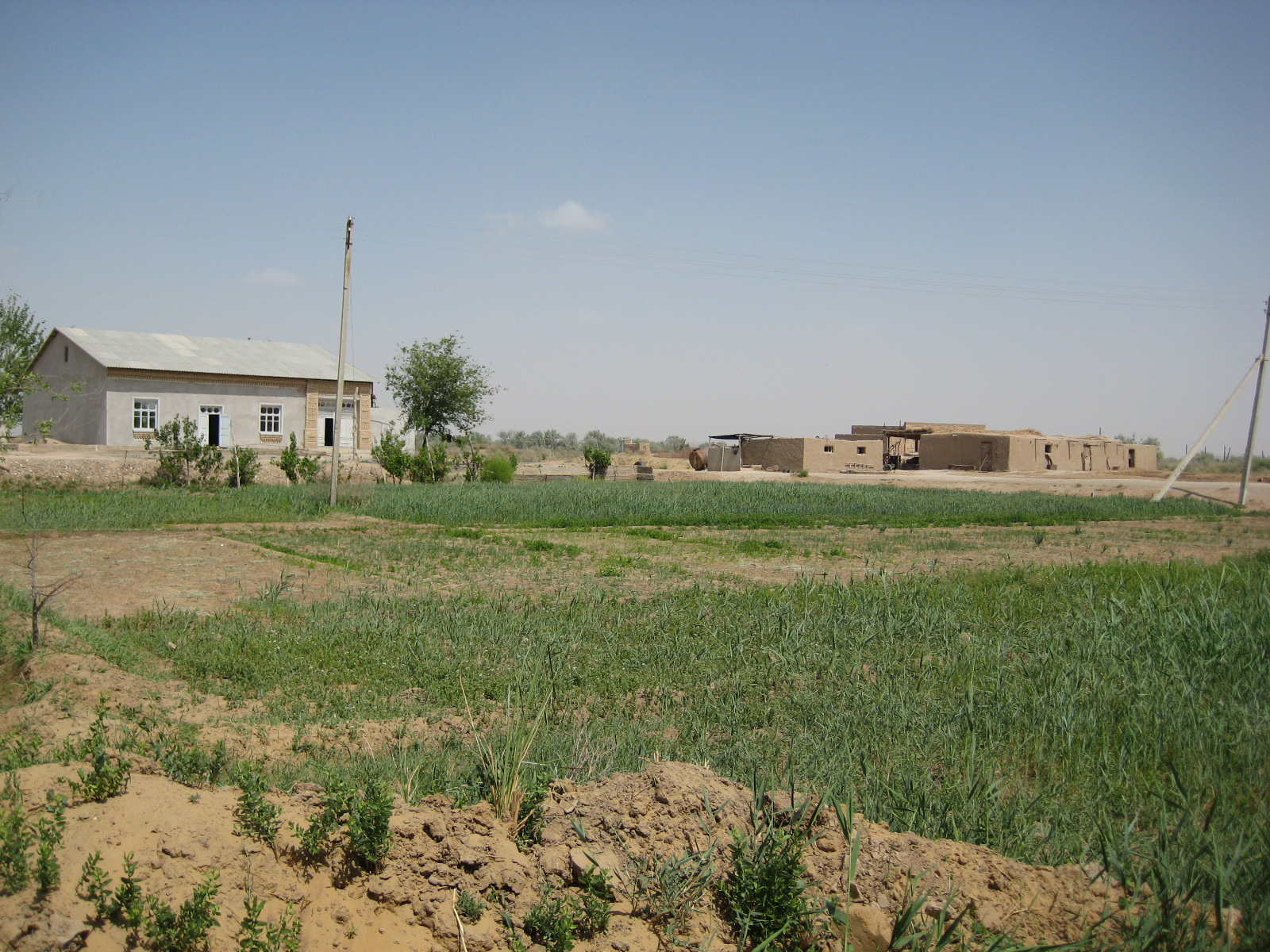
Типичное дехканское хозяйство в Узбекистане (Хорезмская область): семейный дом, 0,3-0,4 га орошаемой пашни, хозяйственные постройки для скота

Дехка́не (каз. диқан, кирг. дыйкан, тадж. деҳқон, туркм. daýhan, перс. دهقان‎, узб. dehqon, уйг. دېھقان‎ — «земледелец») — обозначение среднеазиатских крестьян.
Первоначально в Сасанидском Иране дехканами назывались зажиточные крестьяне, выселившиеся из общины и ведущие самостоятельное хозяйство, частью превратившиеся затем в феодалов, иногда — сельские старшины. В VII—XII веках дехкане — землевладельцы-феодалы из старинной иранской знати, владевшие землёй на правах мулька; иногда дехканами называли и крестьян — собственников земли. По мере того как между XI и XIII веками местные землевладельцы в Иране и в Средней Азии уступали место тюркским и монгольским военным ленникам (иктадарам), значение «дехкан» как феодал постепенно исчезло. После XIII века термином «дехкан» обозначали крестьян (всех категорий).
В начале 1990-х годов, на первых этапах перехода бывших советских республик к рыночной экономике, в законодательстве стран Средней Азии пользовались словосочетанием «дехканское (фермерское) хозяйство», как дословным эквивалентом термина «крестьянское (фермерское) хозяйство», принятого в России. Эта терминология используется по сей день в Таджикистане для сравнительно крупных частных хозяйств, являющихся юридическими лицами (хозяйства физических лиц называются «хозяйства населения»). В Узбекистане, наоборот, термин «дехканские хозяйства» используется в настоящее время для мелких хозяйств населения (личные подсобные хозяйства или ЛПХ на русском), а сравнительно крупные частные хозяйства называются просто «фермеры» или «фермерские хозяйства».

## Палочники и краснопалочники
Во времена басмачества палочники — принудительно мобилизованные в боевые отряды мужчины-дехкане, вооружённые подручными сельхозорудиями (топорами, серпами, ножами, вилами и т. п.), а то и простыми палками (отсюда и название). Краснопалочники — организованные по тому же принципу дехкане, защищавшие Советскую власть, иногда отряды местной самообороны.

## Память
- С 1971 года и до момента переименования улица Байзакова в городе Алматы называлась Дехканская.
- В Самарканде также на текущий момент есть улица Дехканская.